# 山県市立伊自良中学校
山県市立伊自良中学校（やまがたしりつ いじらちゅうがっこう）は、岐阜県山県市にある公立中学校。

## 沿革
- 1947年（昭和22年）4月1日 - 上伊自良村と下伊自良村とで学校組合を設置。上・下伊自良村組合立伊自良中学校として開校。上伊自良小学校と下伊自良小学校の校舎の一部を仮校舎とする。
- 1949年（昭和24年） - 現在地に統合校舎が完成。
- 1955年（昭和30年）4月1日 - 上伊自良村と下伊自良村が合併し伊自良村が発足。同時に伊自良村立伊自良中学校に改称する。
- 2003年（平成15年）4月1日 - 高富町、伊自良村、美山町が合併し、山県市が発足。同時に山県市立伊自良中学校に改称する。
- 2007年（平成19年） - 山県市教育委員会により、山県市立小学校及び中学校適正規模推進計画が出され、伊自良中学校は高富中学校との統合を推進することが提案される[1]。
- 2014年（平成26年） - 統合推進は当分の間行わないこととなる[2]。

## 通学区域[3]
- 洞田
- 小倉
- 大森
- 藤倉
- 大門
- 上願
- 松尾
- 掛
- 平井
- 長滝

## 進学前小学校
- 伊自良北小学校
- 伊自良南小学校

## 著名な出身者
- 横山智也 - プロサッカー選手